# Gonomyia kurokawae
Gonomyia kurokawae är en tvåvingeart som beskrevs av Alexander 1957. Gonomyia kurokawae ingår i släktet Gonomyia och familjen småharkrankar. Inga underarter finns listade i Catalogue of Life.